# ロレト (バハ・カリフォルニア・スル州)
ロレト（Loreto）は、メキシコのバハ・カリフォルニア・スル州にある自治体で、ロレト郡の筆頭市。
1697年から1777年までの間、ラス・カリフォルニアス（バハ・カリフォルニアとアルタ・カリフォルニア）の州都だった。
2012年にプエブロ・マヒコに選出された。

## 概要

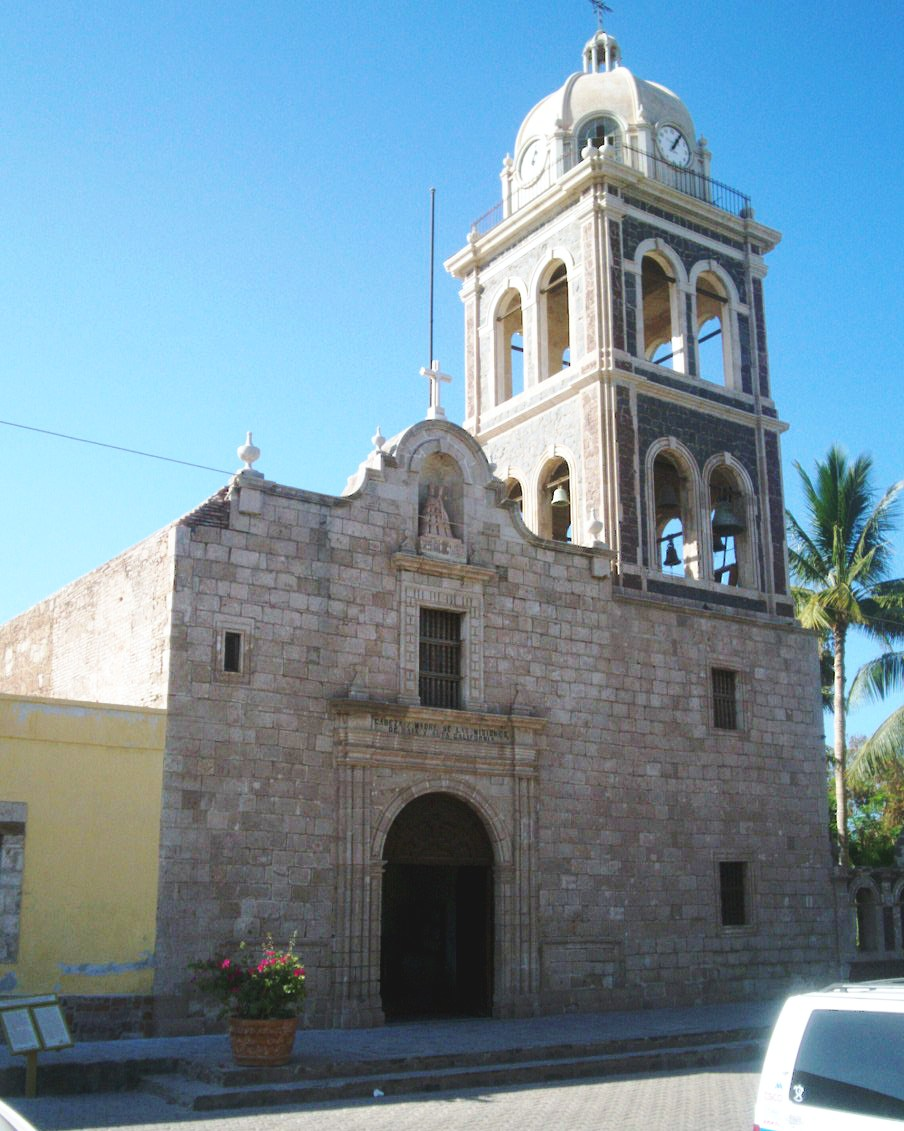
ミッション・ヌエストラ・セニョーラ・デ・ロレト

ロレトはバハ・カリフォルニア半島でもっとも古い歴史を持つ都市であり、古い建築物が残っている。ロレト国際空港(LTO)とロサンゼルス間をアラスカ航空の定期便が結んでいる。

## 地理・生態系
ロレトはバハ・カリフォルニア半島南部の東海岸にあり、東側はカリフォルニア湾に面し、背後にヒガンタ山脈が聳える。海域にはホンダワラ属、カニノテ属などの藻場があり、海岸および入り江にはブラックマングローブ、ホワイトマングローブ、アメリカヒルギなどのマングローブも見られる。ロレト湾ではシロナガスクジラ、ナガスクジラ、ザトウクジラ、シャチ、イルカなどの海洋哺乳類およびウミギク属のSpondylus calcifer、Pinctada mazatlanica、サラレイシなどの貝類が生息しており、アメリカオオアカイカも産卵のために訪れる。山地では固有種の植物のProsopis palmeriが生え、ビッグホーンおよび固有種の動物のGambelia copeiiが生息している。
一帯の海域と島々はロレト湾国立公園として指定され、2004年にラムサール条約登録地となった。また、背後のヒガンタ山脈東麓の小さな沖積平野群も2008年にラムサール条約登録地となった。

## 歴史
ロレトは、バハ・カリフォルニア半島におけるヌエバ・エスパーニャ副王領の最初の植民地だった。
この地に真水の泉が絶え間なく流れだすことを発見したイエズス会の宣教師によって、1697年にミッション・ヌエストラ・セニョーラ・デ・ロレト伝道所として最初に作られた。イエズス会は1767年に追放され、バハ・カリフォルニアの宣教はフランシスコ会の手に渡された。1769年になるとバハ・カリフォルニアの宣教はドミニコ会の手に渡され、フランシスコ会はガスパル・デ・ポルトラの探検に同行し、未だ探検されていない北方のフロンティア（のちのアルタ・カリフォルニア）に新しい伝道所を建てることになった。探検隊は1769年3月24日にロレトを出発した。
ロレトは、町の建設から、モントレーに州都が移される1777年2月3日まで、ラス・カリフォルニアスの州都だった。その後、ロレトにはカリフォルニア・ビエホ（バハ・カリフォルニア）副総督の所在するところになった。1804年、ラス・カリフォルニアスはアルタ・カリフォルニア（今日のアメリカ合衆国カリフォルニア州）とバハ・カリフォルニアに分裂した。
メキシコ独立後もロレトはバハ・カリフォルニア州都だったが、1830年に大雨によって町が破壊され、州都はラパスに移った。